# Mustang (Glendale)
Mustang is een historisch merk van motorfietsen.
Gladden Products, later Mustang Motorcycle Corporation en Mustang Motor Products Corporation, Glendale, Californië (1946-1964).
Amerikaans merk dat primitieve maar bijzondere motorfietsen bouwde. Aanvankelijk werden de kleine scooter-achtige motorfietsjes door het Amerikaanse leger gebruikt. Ze waren eerst voorzien van een Villiers-tweetaktblokje, maar later zat er een 314 cc zijklepper in. 
De zeer kleine machine met 30 cm (12 inch) bandjes was voornamelijk voor woon-werkverkeer bestemd en in de jaren vijftig populair bij studenten. In 1965 staakte de Britse toeleverancier Burman de productie van versnellingsbakken en daarmee kwam er ook een einde aan de Mustang-scooters.
- Er bestond nog een merk met de naam Mustang: zie Mustang (Zweden).